# The Stage
The Stage — британський тижневик та вебсайт, що висвітлює індустрію розваг, зокрема театр. Тижневик заснований у 1880 році. Він містить новини, огляди подій, критику, рекламу, та іншу інформацію головним чином спрямовану на тих, хто працює в театрі та сценічному мистецтві.
Перше видання «The Stage» опубліковане 1 лютого 1880 року під назвою «Сценарний каталог — лондонська і провінційна газета з оголошеннями» (англ. The Stage Directory – a London and Provincial Theatrical Advertiser). До 25 березня 1881 року газета публікувалася щомісяця. 25 березня випущено перше тижневе видання під номером 1 та скорочено назву до «The Stage».
Спільними власниками та засновниками газети стали редактор Чарльз Карсон та менеджер Моріс Комерфорд. Газета станом на 2020 рік залишається у сімейній власності. В 1937 році після смерті Ліонеля Карсона, сина Чарльза, який був на той момент керуючим директором та редактором, контроль за газетою перейшов до родини Комерфордів. Нинішній керуючий директор Х'ю Комерфорд — правнук засновника Моріса.

## Сучасність
З 1995 року газета присуджує нагороду «The Stage Edinburgh Awards» за акторську майстерність на Фестивалі вуличних театрів в Единбурзі.
2010 року заснували щорічну нагороду «The Stage Awards». Нагороду в декількох категоріях вручають видатним організаціям, які працюють в сфері театру.
У травні 2019 року «The Stage», в партнерстві з Фондом Ендрю Ллойда Вебера та британським театром, запустили «Get Into Theatre», вебсайт, присвячений театральній кар'єрі.

## Цифровий архів
Всі випуски газети за 1880—2007 роки доступні підписникам в цифровому форматі.